# Liste der Biografien/Garf
Liste der Biografien |
Portal Biografien |
Personensuche
# |
A |
B |
C |
D |
E |
F |
G |
H |
I |
J |
K |
L |
M |
N |
O |
P |
Q |
R |
S |
T |
U |
V |
W |
X |
Y |
Z |
?
 
Ga |
Gb |
Gc |
Gd |
Ge |
Gf |
Gh |
Gi |
Gj |
Gk |
Gl |
Gm |
Gn |
Go |
Gp |
Gq |
Gr |
Gs |
Gu |
Gv |
Gw |
Gy |
Gz
 
Gaa |
Gab |
Gac |
Gad |
Gae |
Gaf |
Gag |
Gah |
Gai |
Gaj |
Gak |
Gal |
Gam |
Gan |
Gao |
Gap |
Gaq |
Gar |
Gas |
Gat |
Gau |
Gav |
Gaw |
Gax |
Gay |
Gaz
 
Gara |
Garb |
Garc |
Gard |
Gare |
Garf |
Garg |
Garh |
Gari |
Gark |
Garl |
Garm |
Garn |
Garo |
Garp |
Garr |
Gars |
Gart |
Garu |
Garv |
Garw |
Gary |
Garz
Die Liste der Biografien führt alle Personen auf, die in der deutschsprachigen Wikipedia einen Artikel haben. Dieses ist eine Teilliste mit 31 Einträgen von Personen, deren Namen mit den Buchstaben „Garf“ beginnt.

## Garf
- Garf, Salomon (1879–1943), niederländischer Maler und Grafiker

### Garfe
- Garfein, Jack (1930–2019), US-amerikanischer Film- und Theaterregisseur, Schauspieler und Schauspiellehrer

### Garff
- Garff, Robert H. (1942–2020), US-amerikanischer Politiker (Republikaner) und Geschäftsmann

### Garfi
- Garfias Merlos, Carlos (* 1951), mexikanischer Geistlicher, römisch-katholischer Erzbischof von Morelia
- Garfias, Pedro (1901–1967), spanischer Dichter
- Garfield, Allen (1939–2020), US-amerikanischer Schauspieler
- Garfield, Andrew (* 1983), US-amerikanisch-britischer SchauspielerAndrew Garfield (* 1983)

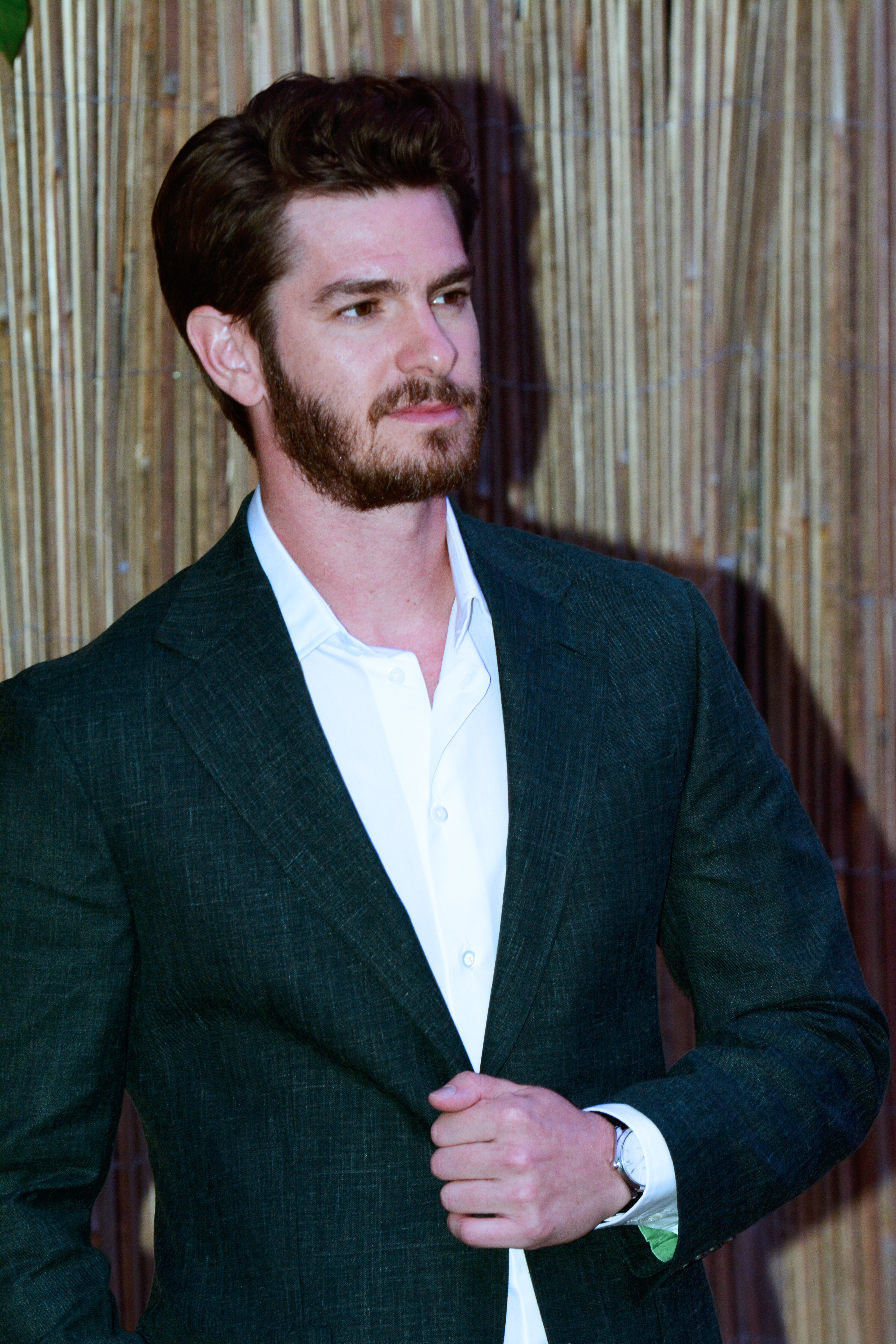
Andrew Garfield (* 1983)

- Garfield, David (* 1956), US-amerikanischer Keyboarder, Songwriter und Musikproduzent
- Garfield, Ernest (* 1932), US-amerikanischer Geschäftsmann und Politiker
- Garfield, Eugene (1925–2017), US-amerikanischer Informationswissenschaftler
- Garfield, Harry Augustus (1863–1942), US-amerikanischer Rechts- und Politikwissenschaftler
- Garfield, James A. (1831–1881), US-amerikanischer Politiker und 20. Präsident der Vereinigten Staaten
- Garfield, James Rudolph (1865–1950), US-amerikanischer Politiker
- Garfield, Jason (* 1974), US-amerikanischer Jongleur
- Garfield, John (1913–1952), US-amerikanischer Schauspieler
- Garfield, Katie (* 1993), US-amerikanische Schauspielerin
- Garfield, Leon (1921–1996), britischer Schriftsteller
- Garfield, Lucretia (1832–1918), Ehefrau des US-Präsidenten James A. Garfield und 1881 die First Lady der Vereinigten Staaten
- Garfield, Patricia (1934–2021), US-amerikanische Psychologin und Traumforscherin
- Garfield, Richard (* 1963), US-amerikanischer Spieleentwickler
- Garfield, Simon (* 1960), britischer Journalist und Autor
- Garfield, Viola (1899–1983), US-amerikanische Anthropologin und Professorin an der University of Washington
- Garfielde, Selucius (1822–1881), US-amerikanischer Politiker
- Garfinkel, Harold (1917–2011), US-amerikanischer Soziologe
- Garfinkel, Jonathan (* 1973), kanadischer Bühnenautor
- Garfinkel, Yosef (* 1956), israelischer Archäologe
- Garfinkle, Louis (1928–2005), US-amerikanischer Drehbuchautor

### Garfo
- Garfoot, Katrin (* 1981), australische Radrennfahrerin

### Garfu
- Garfunkel, Art (* 1941), US-amerikanischer Sänger und SchauspielerArt Garfunkel (* 1941)

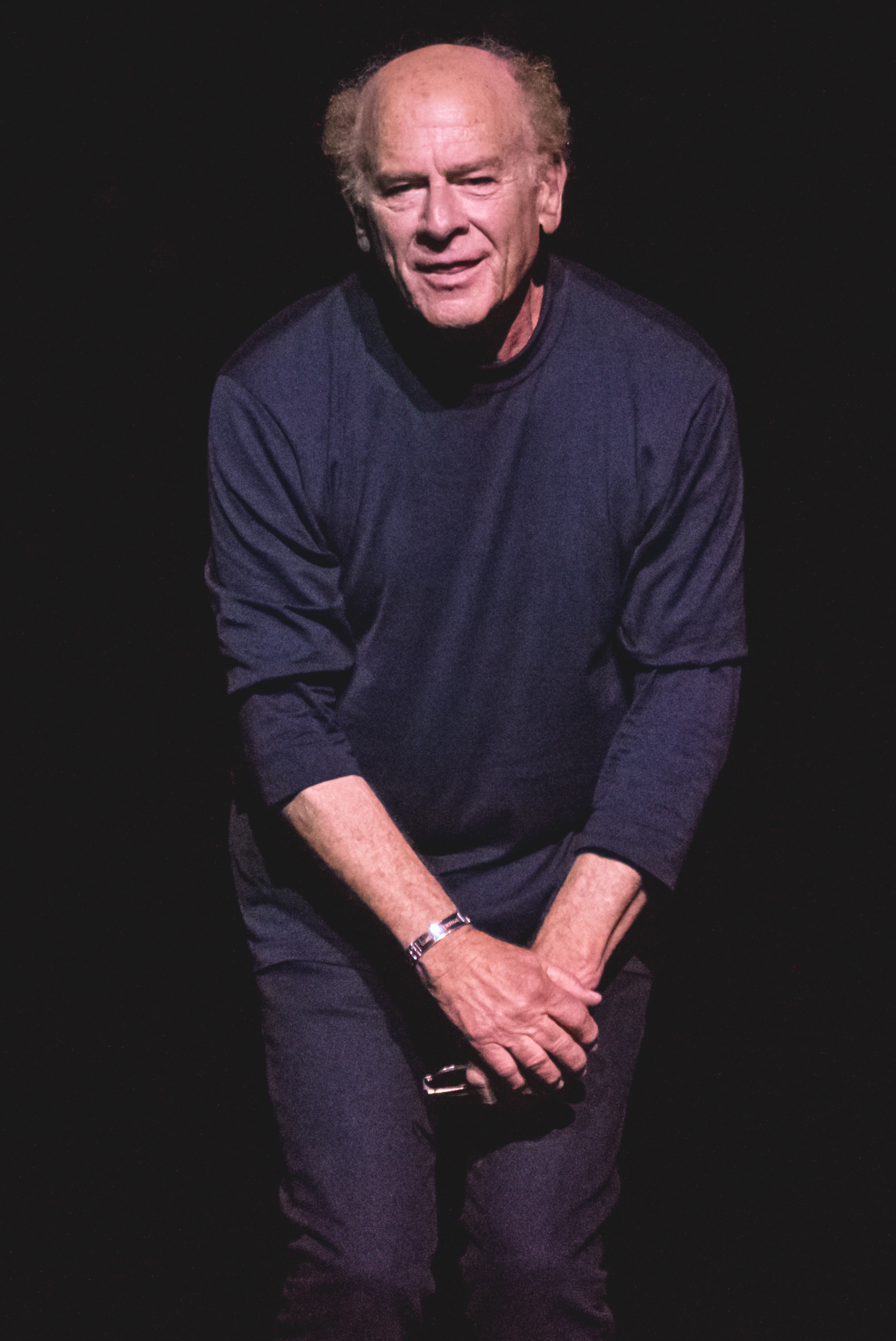
Art Garfunkel (* 1941)

- Garfunkel, Art Jr. (* 1990), US-amerikanischer Sänger
- Garfunkel, Zvi (* 1938), israelischer Geologe